# Općinska nogometna liga Zadar – Benkovac – Biograd 1982./83.
Nogometna liga Zadar – Benkovac – Biograd  (također i kao Općinska nogometna liga Zadar) je bila liga šestog stupnja nogometnog prvenstva Jugoslavije u sezoni 1982./83. 

Sudjelovalo je osam klubova, a prvak je bio "Jedinstva" iz Benkovca.

## Ljestvica
| mj. | klub                     | ut. | pob. | ner. | por. | gol+ | gol- | bod |
| --- | ------------------------ | --- | ---- | ---- | ---- | ---- | ---- | --- |
| 1.  | Jedinstvo Benkovac       | 14  |      |      |      | 44   | 17   | 23  |
| 2.  | Raštane (Gornje Raštane) | 14  | 10   | 3    | 1    | 46   | 21   | 23  |
| 3.  | Hajduk Pridraga          | 14  |      |      |      |      |      | 17  |
| 4.  | NOŠK Novigrad            | 14  |      |      |      |      |      | 13  |
| 5.  | Zemunik (Zemunik Donji)  | 14  |      |      |      |      |      | 12  |
| 6.  | Borac Smilčić            | 14  |      |      |      |      |      | 10  |
| 7.  | Jedinstvo Islam Grčki    | 14  |      |      |      |      |      | 7   |
| 8.  | Pakoštane                | 14  |      |      |      |      |      | 5   |

"Jedinstvo" Benkovac prvak zbog bolje gol-razlike.

## Rezultatska križaljka
| kratica | klub                     | BOR | HAJ | JEDB | JEDIG | NOŠK | PAK  | RAŠ | ZEM |
| --- | ------------------------ | --- | --- | ---- | ----- | ---- | ---- | --- | --- |
| BOR | Borac Smilčić            |     |     |      |       |      |      | 0:3 |     |
| HAJ | Hajduk Pridraga          |     |     |      |       |      |      | 3:3 |     |
| JEDB | Jedinstvo Benkovac       |     |     |      |       |      |      | 6:3 |     |
| JEDIG | Jedinstvo Islam Grčki    |     |     |      |       |      |      | 0:1 |     |
| NOŠK | NOŠK Novigrad            |     |     |      |       |      |      | 2:2 |     |
| PAK | Pakoštane                |     |     |      |       |      |      | 3:4 |     |
| RAŠ | Raštane (Gornje Raštane) | 3:0 | 3:1 | 1:1  | 3:1   | 4:1  | 11:0 |     | 4:3 |
| ZEM | Zemunik (Zemunik Donji)  |     |     |      |       |      |      | 1:2 |     |
| |                          |     |     |      |       |      |      |     |     |
| podebljan rezultat - utakmice od 1. do 7. kola (1. utakmica između klubova) rezultat normalne debljine - utakmice od 8. do 14. kola (2. utakmica između klubova) rezultat nakošen - nije vidljiv redoslijed odigravanja međusobnih utakmica iz dostupnih izvora rezultat nakošen i smanjen * - iz dostupnih izvora nije uočljiv domaćin susreta prekrižen rezultat - poništena ili brisana utakmica p - utakmica prekinuta 3:0 p.f. / 0:3 p.f. - rezultat 3:0 bez borbe |                          |     |     |      |       |      |      |     |     |

 Izvori: